# Kounice (Vlastějovice)
Kounice (německy Kaunitz) je vesnice, část obce Vlastějovice v okrese Kutná Hora. Nachází se asi dva kilometry jižně od Vlastějovic. Kounice leží v katastrálním území Kounice nad Sázavou o rozloze 6,69 km². V katastrálním území Kounice nad Sázavou leží i Skala.

## Historie
První písemná zmínka o vesnici pochází z roku 1436.

## Pamětihodnosti
- Kounický zámek je památkově chráněná barokní stavba vzniklá přestavbou starší renesanční tvrze ze druhé poloviny osmnáctého století.[3]
- Jihozápadně od Kounic (nedaleko křižovatky z obce vedoucí místní komunikace se silnicí II/336 se nachází tzv. Fibichova myslivna, rodný dům Zdeňka Fibicha (Kounice čp. 17 a 18). Od roku 1975 byla v myslivně expozice Život a dílo Zdeňka Fibicha, ale již delší dobu je objekt nepřístupný. Jde rovněž o kulturní památku.[4]

## Fotogalerie

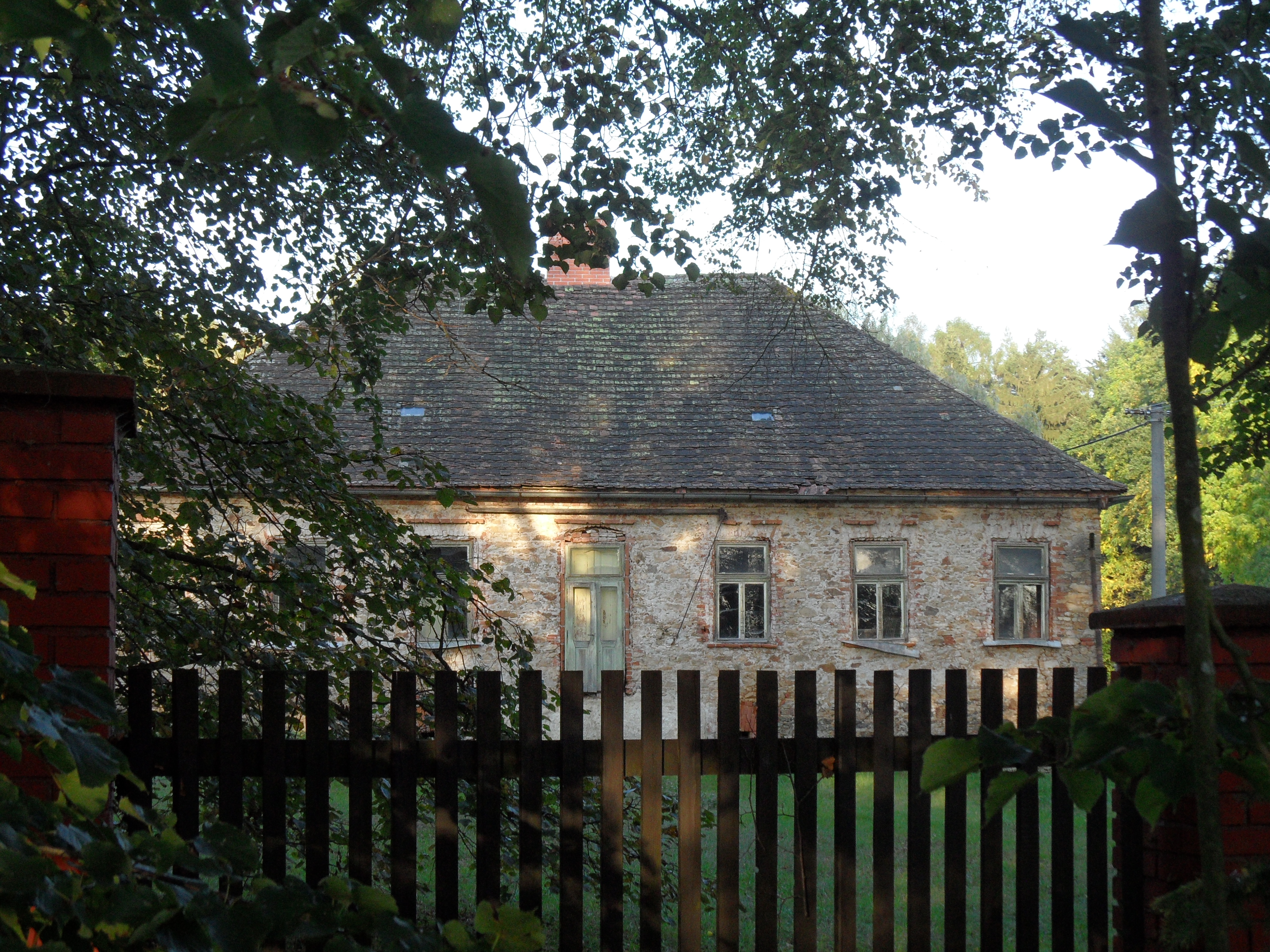
Fibichova myslivna: JZ od vesnice
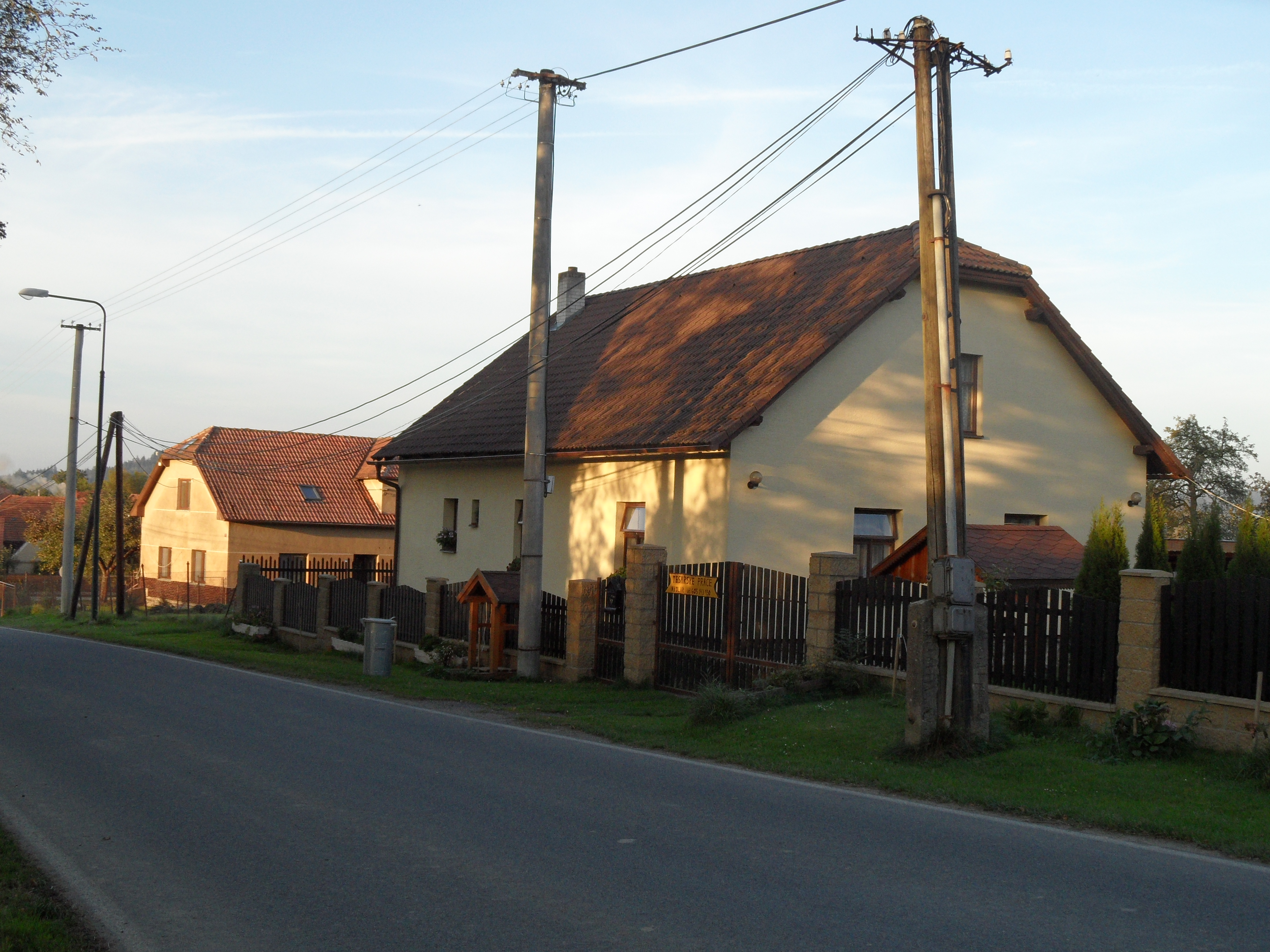
Domy podél silnice
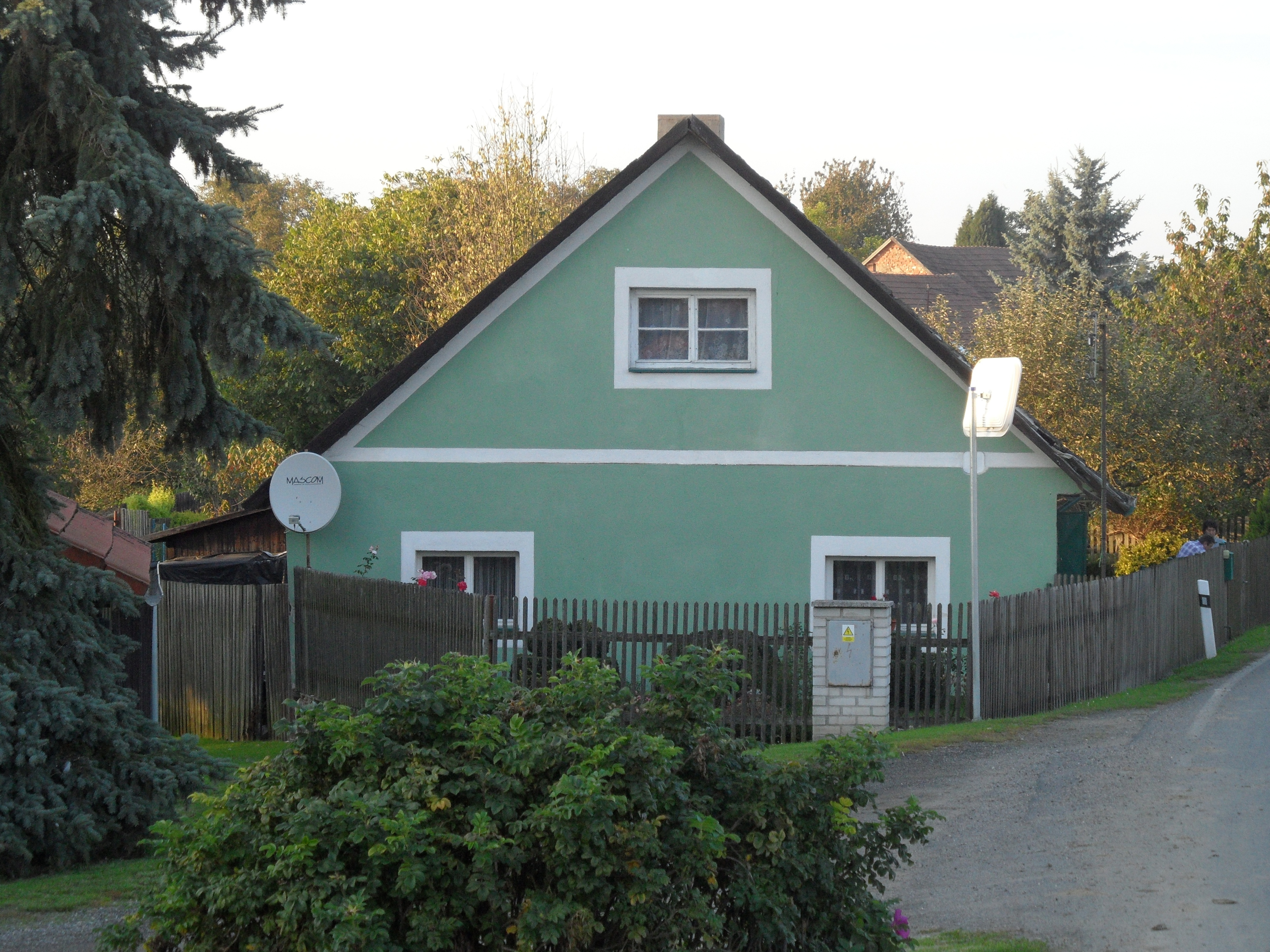
Dům u odbočky
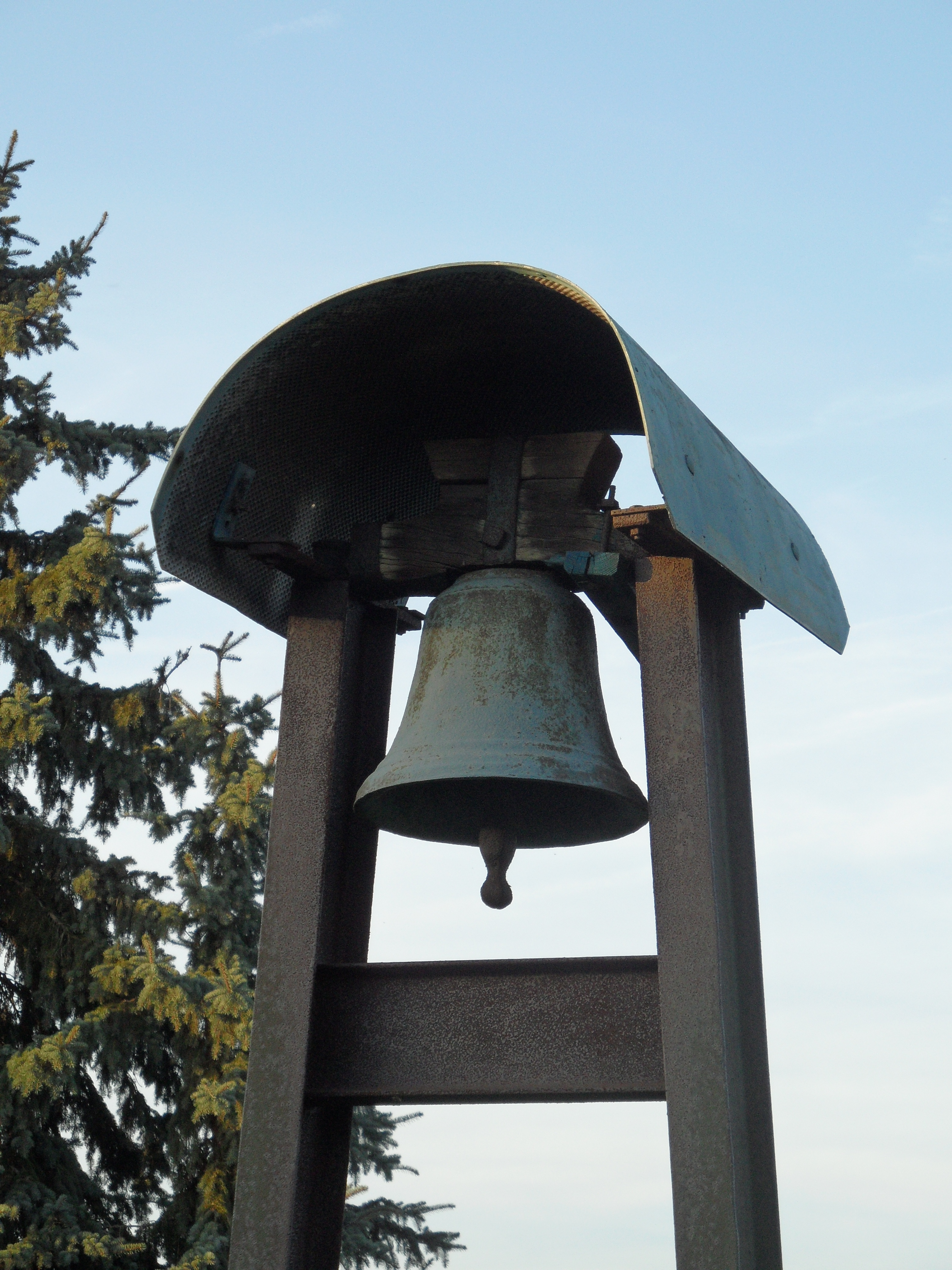
Detail zvoničky